# حداب
الحُداب (باللاتينية:  Kyphosis) هو انحناء وتحدب شديد غير طبيعي للعمود الفقري يحدث في مناطق الفقرات الصدرية والعجزية. يسمى التقوس القعسي المقعر نحو الداخل بشكل غير الطبيعي في مناطق الفقرات الرقبية والقطنية في العمود الفقري البزح (الظهر المنحني). قد يحدث نتيجة مرض القرص التنكسي؛ أو تشوهات في النمو، أكثرها شيوعًا داء شورمان؛ أو هشاشة العظام مع كسور انضغاطية في الفقرات؛ أو ورم نخاعي متعدد؛ أو صدمة. يمتد العمود الفقري الصدري الطبيعي من الفقرة الصدرية الأولى إلى الفقرة الصدرية الثانية عشر ويجب أن يكون له زاوية حدابية طفيفة تتراوح من 20-45 درجة. عندما تزداد زاوية العمود الفقري العلوي لتتجاوز 45 درجة، يطلق عليه حداب أو «فرط تحدب». يعد حداب شورمان الشكل الأكثر كلاسيكية لفرط التحدب وهو ناتج عن الفقرات الإسفينية التي تتطور في أثناء فترة المراهقة. السبب غير معروف حاليًا ويبدو أن الحالة متعددة العوامل وتشيع عند الذكور أكثر من الإناث.
من ناحية التشوه، يسبب المرض انحناء مرضي للعمود الفقري، إذ تفقد أجزاء من العمود الفقري بعضًا من شكلها القعسي أو كله. يسبب ذلك انحناء الظهر، الذي يجعل المريض يبدو في وضعية ترهل.
رغم أن معظم حالات الحداب خفيفة ولا تتطلب سوى المراقبة الروتينية، قد تكون الحالات الخطيرة موهنة. قد تتسبب درجات عالية من التحدب في حدوث ألم شديد وعدم راحة وصعوبات في التنفس والهضم، واضطرابات في القلب والأوعية الدموية، واختلال عصبي، وفي الحالات الأكثر شدة، قصر فترات الحياة بشكل كبير. لا تستجيب هذه الأنواع من الانحناءات العليا عادةً بشكل جيد للعلاج المحافظ وتحتاج غالبًا لجراحة دمج الفقرات، التي يمكنها استعادة درجة انحناء الجسم الطبيعية. اشتُق المصطلح من كلمة يونانية بمعنى حدبة.

## العلامات والأعراض

اضطرابات العمود الفقري، ويظهر الحُداب على الجهة اليمنى

### المضاعفات
يُقدَّر احتمال حدوث مضاعفات خطيرة بعد جراحة دمج الفقرات لعلاج الحداب بنسبة 5%، على غرار مخاطر جراحة الجنف. تشمل المضاعفات المحتملة التهاب الأنسجة الرخوة أو العمليات الالتهابية العميقة وضعف في التنفس والنزيف وإصابات الأعصاب. وفقًا لأحدث الأدلة، قد يكون المعدل الفعلي للمضاعفات أعلى بكثير. حتى بين أولئك الذين لا يعانون من مضاعفات خطيرة، يحتاج 5% من المرضى إلى إعادة الجراحة في غضون خمس سنوات من الإجراء، وبشكل عام تبقى نتائج جراحة العمود الفقري على المدى الطويل غير واضحة بعد. بالنظر إلى أن علامات وأعراض تشوه العمود الفقري لا يمكن تغييرها عن طريق التدخل الجراحي، تبقى الجراحة في الأساس خيارًا تجميليًا. مع ذلك، لا تكون التأثيرات التجميلية للجراحة مستقرة بالضرورة.

## المعالجة
يُشخص الحداب بشكل عام من خلال المراقبة والقياس. يمكن تأكيد الحالات مجهولة السبب، مثل الفقرات الإسفينية أو التشوهات الأخرى، بالتصوير بالأشعة السينية. يمكن التأكد من هشاشة العظام، وهو سبب محتمل للحداب، عن طريق فحص كثافة العظام. غالبًا ما يمكن علاج الحداب الصدري الوضعي عن طريق إعادة تصحيح الوضعيات وتمارين التقوية المركزة. تكون معالجة الحداب الصدري مجهول السبب الناتج عن الفقرات الإسفينية أو الكسور أو تشوهات العمود الفقري أكثر صعوبة، إذ قد لا يكون من الممكن تصحيح الوضعية بسبب التغيرات الهيكلية في الفقرات. قد يظهر الأطفال الذين لم يكملوا نموهم تحسنات طويلة الأمد مع الدعامة. يمكن وصف التمارين الرياضية لتخفيف الانزعاج المرتبط بعضلات الظهر المرهقة. يمكن لمجموعة متنوعة من الوضعيات المعتمدة على الجاذبية أو عمليات السحب اللطيفة أن تقلل من الألم المرتبط بانضغاط جذر العصب. قد يوصى بإجراء عملية جراحية للحداب الشديد مجهول السبب.